# NGC 1609
NGC 1609 (również PGC 15480) – galaktyka soczewkowata (S0-a), znajdująca się w gwiazdozbiorze Erydanu. Odkrył ją William Herschel 26 listopada 1786 roku.